# Tinédzser l’amour
A Tinédzser l'amour Szandi magyar énekesnő második albuma. 1990-ben jelent meg. A dalok nagy részét Fenyő Miklós írta. Az album vezette a MAHASZ slágerlistáját és több mint 250 000 példányban kelt el.

## Dalok
1. Tinédzser l'amour
2. Loko-loko-lokni
3. Rád gondolok, mást csókolok
4. Fehér póló, kék jeans
5. Hármat dobban a szív
6. Kislány, kezeket fel
7. Forró csók
8. Csak a szívemen át
9. Mondd csak, tündér
10. 14 gyertyaszál